# Vochlice hřebenitá

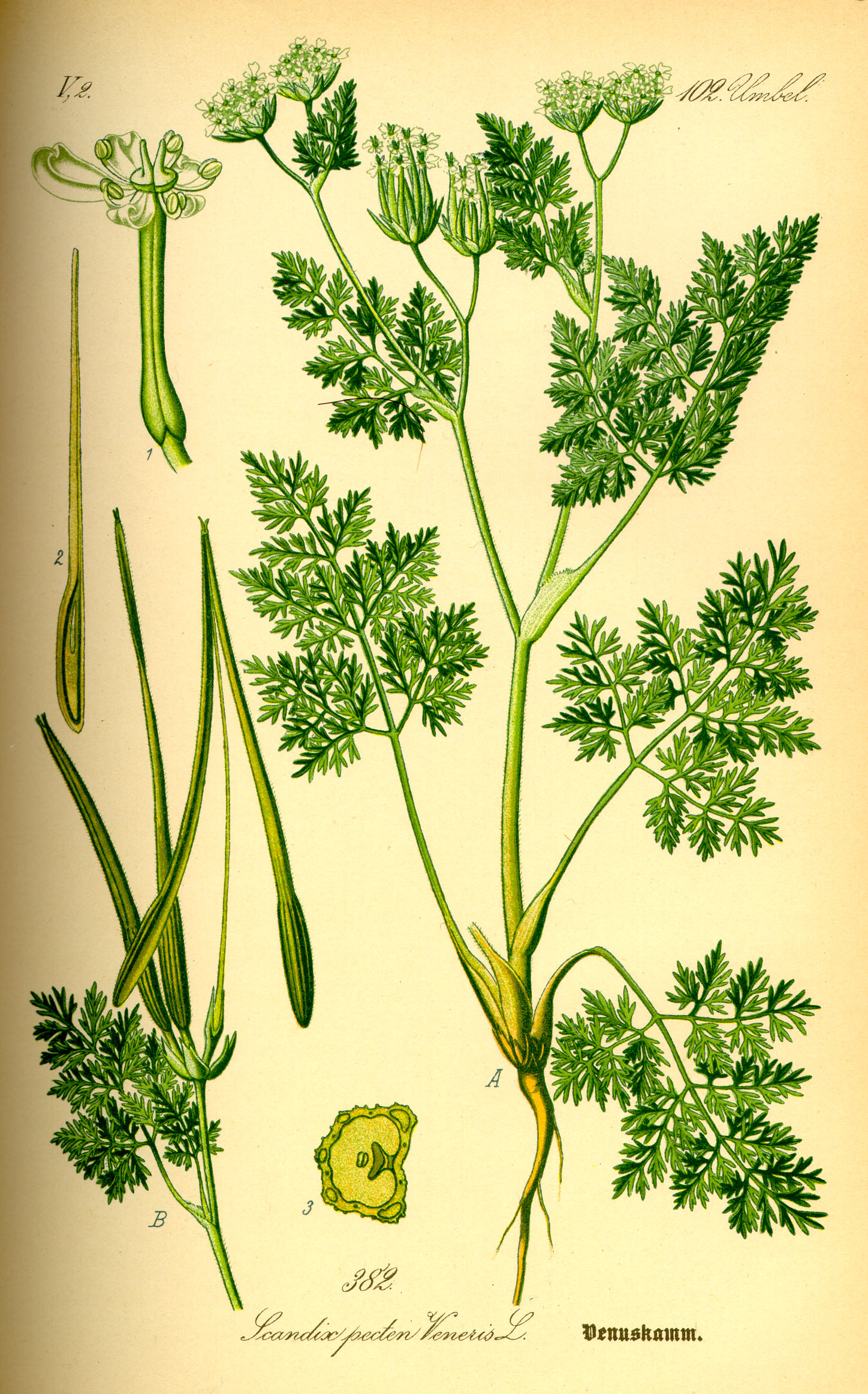
Zobrazení vochlice hřebenité ve slavné publikaci Otto W. Thomého Flora von Deutschland, Österreich und der Schweiz (1885)

Vochlice hřebenitá (Scandix pecten-veneris) je jednoletá bylina, jediný druh rodu vochlice, který roste v české přírodě. Tento archeofyt se v ČR vyskytuje jen příležitostně, je vzácný a je považován za rostlinu ohroženou vyhynutím.

## Taxonomie
- Scandix pecten-veneris subsp. pecten-veneris
- Scandix pecten-veneris subsp. brachycarpa (Guss.) Thell. – roste ve Středomoří
- Scandix pecten-veneris subsp. macrorhyncha  – roste ve Středomoří

## Rozšíření
Je původním druhem v Evropě, v Jihozápadní a Střední Asii, na Kavkaze, na indickém subkontinentu v Severní Africe a v Mararonésii. Druh byl zavlečen do Severní a Jižní Ameriky, Východní Asie a Austrálie.
V české krajině rostla vochlice v teplejších oblastech, především v Českém středohoří, Poohří, Polabí, v okolí Prahy, v Dyjsko-svrateckém úvalu a na Hané. Později se začala z polí vytrácet a byla považována za druh nezvěstný. Před několika lety byla v malém počtu pozorována u Tuchoměřic v okrese Praha-západ.

## Popis
Jednoletá rostlina s přímou nebo vystoupavou, 20 až 30 cm vysokou lodyhou vyrůstající z tenkého, vřetenovitého kořene. Lodyha je rozkladitě větvená, v průřezu oblá, jemně rýhovaná a bývá lysá nebo krátce štětinatě chlupatá. Přízemní listy (až 7 ks) jsou dlouze řapíkaté, lodyžním listům (až 5 ks) se řapíky postupně zkracují a horní listy jsou pochvatě přisedlé. Všechny listy jsou vejčitě trojúhelníkovité, dvou až trojnásobně zpeřené a jejich čárkovité úkrojky jsou zašpičatělé.
Květenství tvoří krátce stopkatý okolík, obvykle složený ze tři okolíčků na tenkých a lysých stopkách, které mívají v průměru po deseti květech. Obaly chybí, obalíčky z neopadavých dvou až trojklaných listenů, obvykle v počtu pěti, jsou delší než květní stopky. Pětičetné květy jsou částečně oboupohlavné a částečně samčí jen s prašníky. Korunní plátky jsou bílé, obvejčité, a okrajové jsou zvětšené a paprskují. Blizny bývají opylovány hmyzem přinášejícím pyl z cizích květů, nebo pylem vysypaným z vlastních prašníků. Ploidie druhu je 2n = 16.
Plody jsou lesklé, tmavě hnědé nažky protažené v jehlicovitý, až 7 cm dlouhý zobáček. Při dozrávání nažky od středního sloupku daleko odskakují.

## Ekologie
Roste na pastvinách, úhorech, na okraji polí i jako plevel v polích, častěji na vápenci. Vykvétá od dubna do července, někdy za příhodných podmínek ještě podruhé na podzim. Na půdu je poměrně náročná, obvykle se vyskytuje v těžké slínité či ulehlé vápnité zemině. Rychlý vývoj rostliny spadá do vlhčího jarního období, poměrně dobře roste i na později suchých stanovištích.
Na vochlici hřebenité parazituje záraza Orobanche pubescens.

## Význam
Druh je považován za pouze mírně nebezpečný plevel, který nejčastěji roste v jarním a ozimém obilí nebo v jeteli. V současnosti je kvůli používání herbicidů a hlubokému zpracovávání půdy ve Střední Evropě na ústupu.

## Ohrožení
Vochlice hřebenitá je v České republice považována za kriticky ohrožený druh (C1), ve starších klasifikacích byla hodnocena jako nezvěstný druh (A2).

## Galerie

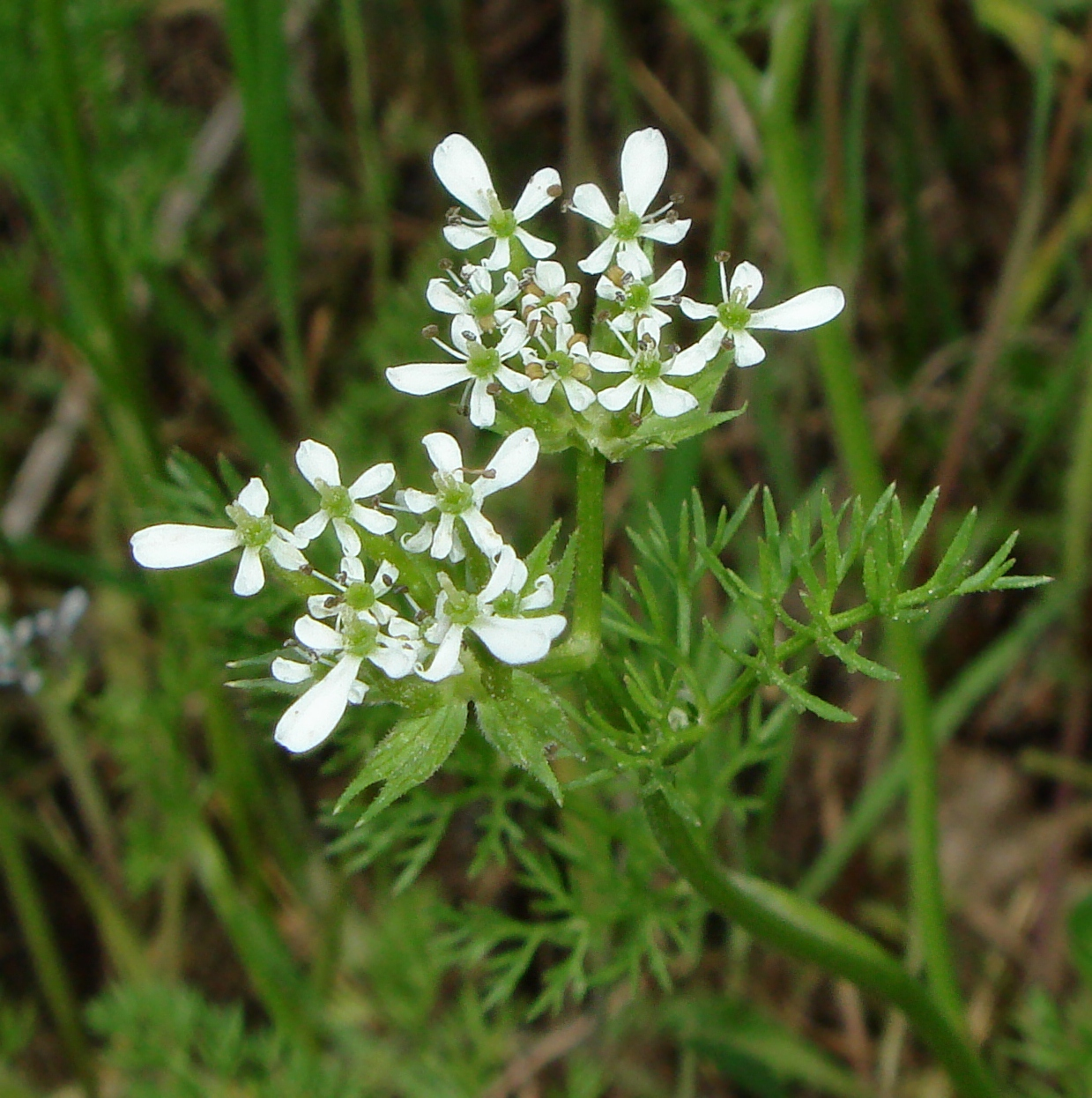
Rozkvetlé okolíčky
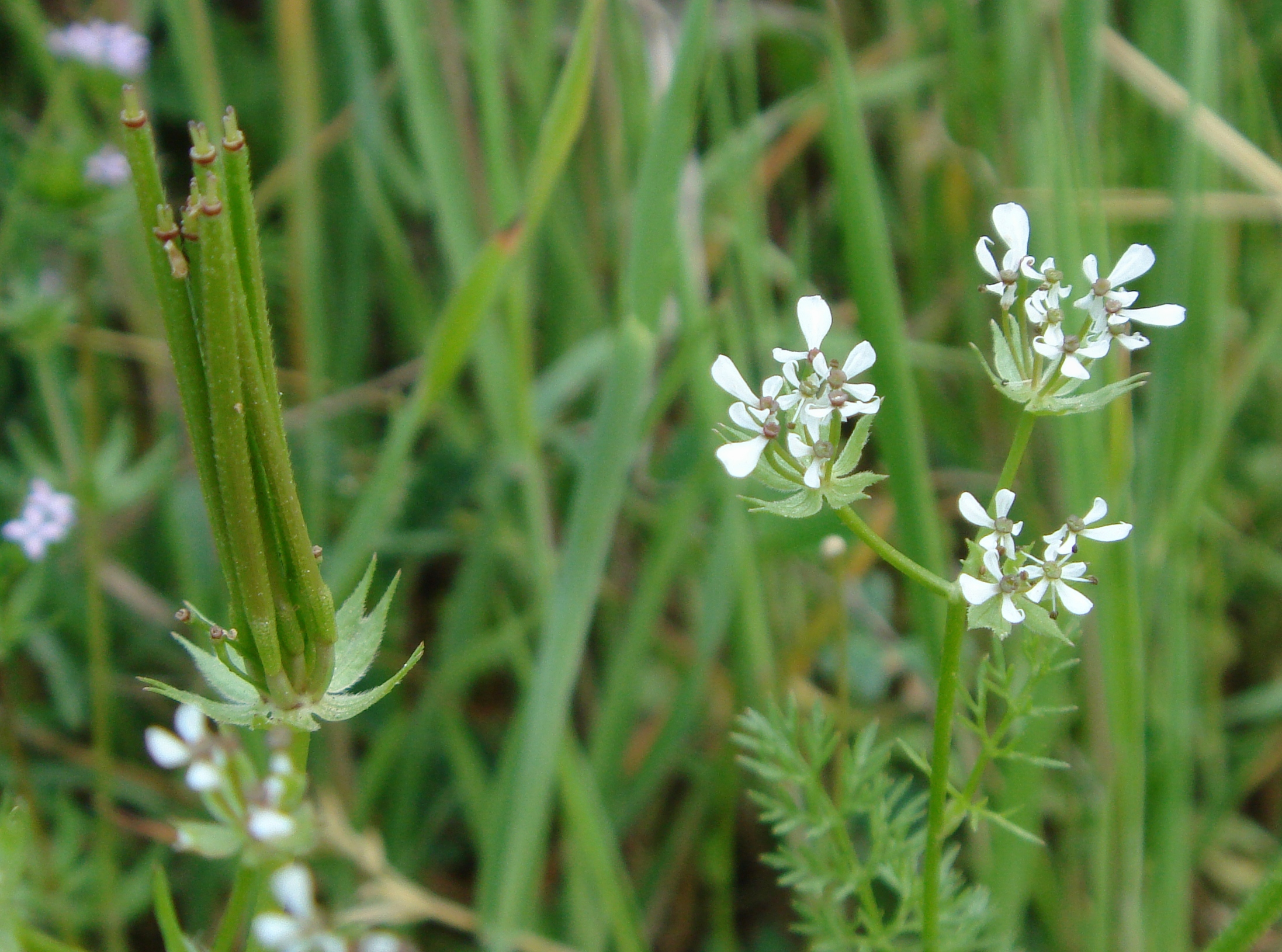
Květy a plody
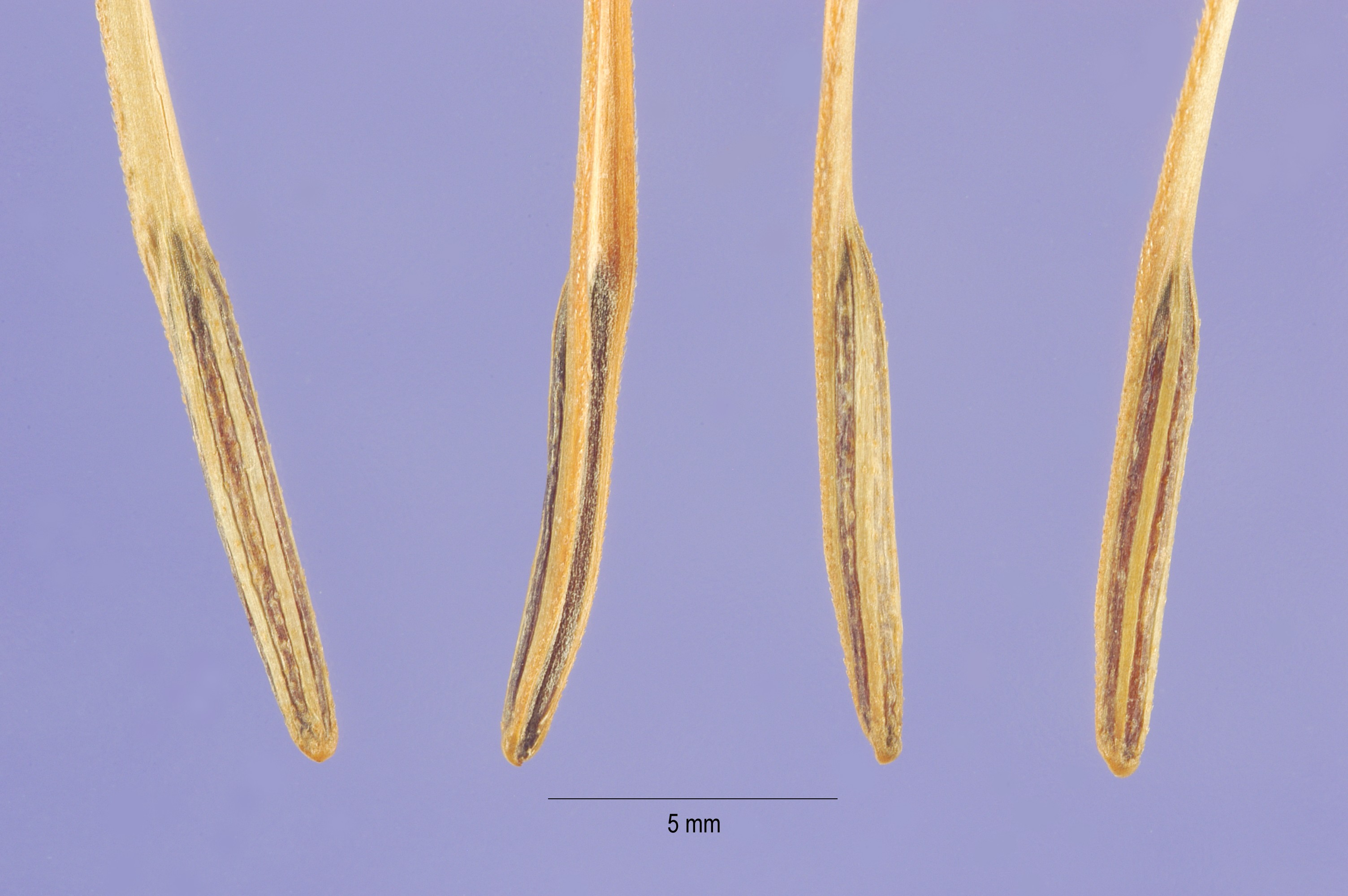
Jednotlivé plody